# Brockham
Brockham är en civil parish i Storbritannien.   Den ligger i grevskapet Surrey och riksdelen England, i den södra delen av landet, 30 km söder om huvudstaden London. Arean är 6,9 kvadratkilometer. Brockham gränsar till Box Hill (Surrey).
Terrängen i Brockham är huvudsakligen platt, men norrut är den kuperad.